# Lunar-A
Lunar -A est un projet de sonde spatiale lunaire développé par l'agence spatiale japonaise ISAS initié au début des années 1990 mais annulé en 2007 à la suite des difficultés techniques rencontrées. La sonde spatiale devait se placer en orbite lunaire. Elle emportait deux pénétrateurs qui devaient être largués depuis l'orbite lunaire et s'enfoncer dans le sol lunaire. Chaque pénétrateur embarquait un sismomètre et un instrument de mesure des flux thermiques internes dans le but de mesurer l'activité sismique et fournir des éléments sur la structure interne de notre satellite. Lunar-A était la première tentative japonaise  de développer une véritable sonde spatiale capable d'étudier un autre céleste après le démonstrateur technologique Hiten lancé en 1990. 

## Historique
Le projet débute dans les années 1990 et le satellite est achevé dès 1995. Mais la mise au point des pénétrateurs est beaucoup plus longue. Le lancement est repoussé en 2004 puis en 2010. En 2004 le projet est gelé et son lancement est reporté sans date fixée. Début 2007, la JAXA décide d'arrêter le projet car les pénétrateurs ne sont toujours pas au point et l'orbiteur construit 12 ans plus tôt n'est plus fonctionnel alors que les dépenses engagées se montent à 19,2 milliards yens. Lunar-M devait être lancé par la fusée M-V dont la production a été arrêtée en 2006.

## Caractéristiques techniques
Lunar-A est de forme cylindrique avec trois panneaux solaires déployés à sa périphérie qui portent son diamètre de 1,2  à   3,8 mètres. La sonde spatiale a une masse totale de 540 kg dont 190 kg d'ergols. La hauteur du corps du cylindre est de 1,1 mètre portée à 1,7 mètre avec la tuyère du moteur-fusée principal. Lunar-A est spinné (6 tours par minute). Elle dispose d'un moteur-fusée principal complété pour le contrôle d'attitude par 6 propulseurs ayant une poussée de  20 newtons et de 4 propulseurs ayant une poussée de 1 N. Les communications s'effectuent en UHF avec un débit maximal de 128 kilobits par seconde et pour les commandes et télémesures en bande S (8 kilobits par seconde). Le seul instrument embarqué est une caméra. 

### Les pénétrateurs
Deux pénétrateurs sont accrochés sur les flancs du cylindre. Chaque pénétrateur est un cylindre long d'environ 80 cm et d'un diamètre maximal de 14 cm qui se termine par une pointe en forme de pieu et pèse 13 kg. Au sommet du pénétrateur est fixé un moteur-fusée qui porte sa longueur à 1,4 mètre et sa masse à 45 kg. Lunar-A se place sur une orbite basse de 40 km et largue les pénétrateurs. Le moteur-fusée est chargé de freiner le pénétrateur en faisant passer la vitesse de 1,7 km/s à 250–300 m/s. Le pénétrateur quitte l'orbite lunaire et se dirige vers le sol. Il s'enfonce dans le sol lunaire à une profondeur de 1  à   3 mètres en décélérant brutalement de 2 500 g. Le pénétrateur comporte une structure chargée de résister à la décélération, une batterie au lithium qui doit permettre aux instruments de fonctionner durant un an et un émetteur pour transmettre à l'orbiteur en bande UHF les données recueillies (l'orbiteur remonte à une altitude de 200 km pour recevoir les données. La charge utile comprend un sismomètre d'une masse de 3,17 kg dont 0,35 kg pour l'instrument et son électronique ainsi que des capteurs pour mesurer les flux thermiques du sol lunaire, la décélération et l'inclinaison. La consommation électrique est 0,175 watt lorsque le sismomètre fonctionne et de 0,04 watt sinon,.

### Source
- (en) H Mizutani, A Fujimura, S Tanaka et al., « Lunar-A mission: Outline and current status », Journal of Earth System Science, vol. 114(6),‎ décembre 2005, p. 763-768 (DOI 10.1007/BF02715961, lire en ligne)